# 24146 Бенджамюллер
24146 Бенджамюллер (24146 Benjamueller) — астероїд головного поясу, відкритий 14 листопада 1999 року.
Тіссеранів параметр щодо Юпітера — 3,319.